# La lunga estate caldissima
La lunga estate caldissima è un brano musicale degli 883, pubblicato come secondo singolo tratto dall'album Uno in più del 2001.
Il brano è contenuto anche nell'album TuttoMax, ed ha partecipato al Festivalbar 2001.

## Il brano
Con questa canzone gli 883 parteciparono al Festivalbar 2001 assieme a Bella vera, primo singolo estratto dall'album Uno in più.
TV Sorrisi e Canzoni ha inserito il brano fra le dieci grandi hit della carriera di Max Pezzali.

## Il video
Nel videoclip ufficiale della canzone il cantante Max Pezzali, dotato di un classico cappello da cowboy (apparso nel video del precedente singolo Bella vera) e alla guida di una lunga auto americana decappottabile, offre un passaggio in macchina ad alcune bellissime ragazze, per portarle al mare. Le ragazze accettano l'invito. Alla fine del video però Max si accorge che si è trattato solo di uno scherzo della sua fantasia e di essere in realtà solo nella macchina.
I due video girati a Los Angeles dai Manetti Bros. delle canzoni La lunga estate caldissima e Bella vera erano contenuti nel CD dell'album Uno in più. Entrambi i video sono stati girati dai Manetti Bros. in America a Los Angeles e le ragazze a cui Max offre un passaggio nel video della canzone La lunga estate caldissima sono anche protagoniste del concorso di bellezza del video della canzone Bella vera.

## Tracce
1. La lunga estate caldissima
2. La lunga estate caldissima (dell'ottanta)
3. Super megamix
4. Hot summer remix
5. Happy summer remix

## Formazione
- Max Pezzali - voce
- Matteo Bassi - basso
- Claudio Borrelli - percussioni
- Fabrizio Frigeni - chitarra
- Marco Guarnerio - chitarra[senza fonte]
- Michele Monestiroli - sassofono, voce addizionale
- Daniele Moretto - tromba
- Eugenio Mori - batteria
- Matteo Salvadori - chitarra
- Alberto Tafuri - tastiere e direzione archi

### Collaborazioni
- Elena Bacciolo - cori
- Roberta Bacciolo - cori
- Piccoli cantori di Milano - cori
- Roberta Magnetti - cori